# Tomas Lindberg

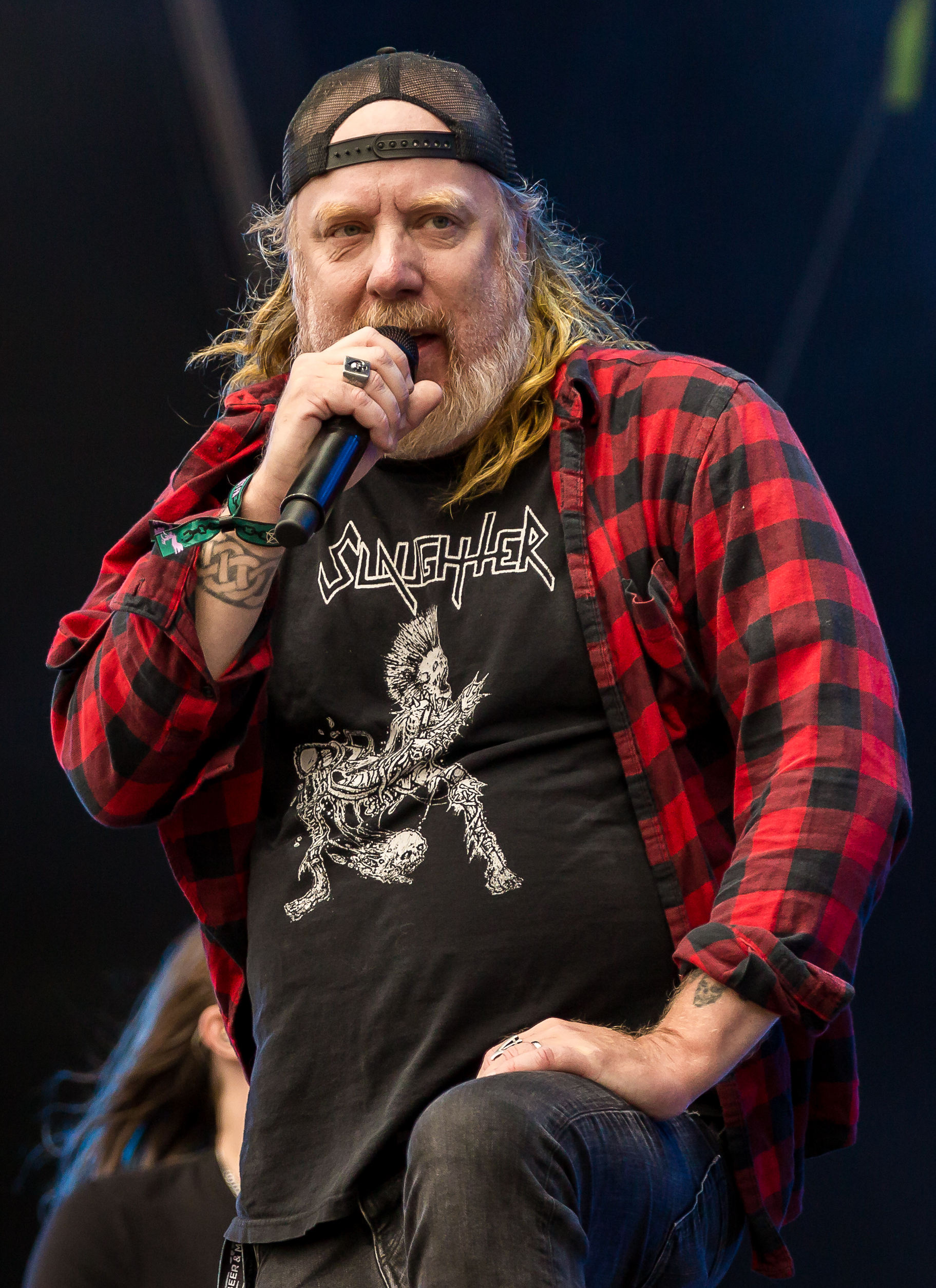
Lindberg mit At the Gates, 2022

Tomas Lindberg, auch bekannt als „Tompa“ und „Goatspell“, ist ein schwedischer Punk- und Metal-Sänger, der seit den späten 1980er-Jahren aktiv ist. Er ist unter anderem Frontmann der Melodic-Death-Metal-Band At the Gates.

## Leben
Lindberg begann seine musikalische Laufbahn als Sänger der Band Grotesque unter dem Pseudonym Goatspell. Nach ihrer Auflösung gründete er die Melodic-Death-Metal-Band At the Gates. Diese löste sich nach dem Album Slaughter of the Soul auf; Lindberg, der des Death Metal zu dieser Zeit überdrüssig geworden war, gründete darauf die Hardcore-Band Hide. Die Band At the Gates wurde inzwischen reformiert. 1995 sang Lindberg bei drei Titeln auf Ceremonial Oaths Carpet, während Anders Fridén von In Flames bei den übrigen vier Stücken den Gesang übernahm.
Das Logo der Band Darkthrone wurde von Lindberg zusammen mit Tassilo und Darkthrones Schlagzeuger Fenriz entworfen.
Danach war Lindberg bei diversen anderen Projekten und der Punk- und Metal-Szene aktiv. Er wirkte bei Bands wie Hide, The Crown, Disfear, Skitsystem und der Grindcore-Supergroup Lock Up mit. In letzterer trat er zusammen mit den Napalm-Death-Mitgliedern Shane Embury (E-Bass) und Jesse Pintado (E-Gitarre), sowie dem ehemaligen Dimmu-Borgir-Schlagzeuger Nicholas Barker auf. Außerdem sang er auch für die Stockholmer Band Sacrilege GBG auf ihrer Europatournee im Jahr 1996, als Schlagzeuger und Sänger Daniel Svensson (In Flames) Probleme hatte, beides gleichzeitig durchzuführen.
Auch wirkt er bei der Göteborger Band The Great Deceiver mit, die sich von seinen vorherigen Werken unterscheidet. Es ist ein Produkt der Göteborger Melodic-Death-Metal-Szene gemischt mit Einflüssen von The Cure und Joy Division.
Lindberg arbeitete auch zusammen mit Nightrage. Kurz nach ihrem zweiten Album Descent into Chaos (2005), verließ er die Band und wurde durch Jimmie Strimell ersetzt. Lindberg war Gastsänger bei Darkest Hours The Sadist Nation, Nail Withins Dirty Colored Knife and Under the Spell, Area 54s Cancer of the Mind, Slowmotion Apocalypses The Blessing, Transistor Transistors White Knives, Misery Index’ Ruling Class Cancelled, Necronauts Rise of the Sentinel, Salems The Mark of the Beast Part 2 und Converges Version des Entombed-Titels Wolverine Blues.
Lindberg ist studierter Lehrer für Geographie, Gemeinschaftskunde, Politik, Geschichte und Religion. Er hat mehrere Kinder.

## Ideologie
Lindberg spielt sowohl in melodischeren Bands wie At the Gates und Nightrage als auch in crustigeren, punk-lastigeren Bands wie Skitsystem und Disfear. Auf die Frage, ob eine dieser Seiten ihm näher stehe, antwortete er, dass die meisten der melodischeren Bands nicht von ihm gegründet wurden, im Gegensatz zu Skitsystem und The Great Deceiver. Musikalisch, lyrisch und politisch steht er eher Ideen aus dem Punk/Hardcore nahe; seine Herangehensweise ist entsprechend eher linksorientiert. Lindberg ist ein Vertreter des historischen Materialismus; er ist überzeugt, dass alles eine ökonomische Bedeutung habe und passiere, weil jemand etwas aus der Situation gewinne. Dies treibe die Geschichte voran. Das Konzept des Schreibens von Liedtexten war für ihn immer, sich durch unterschiedliche Themen durchzuarbeiten und seinen eigenen Standpunkt zu finden; dies sei auch der Fall gewesen, als er eher okkulte und mystische Texte für Grotesque schrieb. Er habe immer versucht, unterschiedliche Wege zu finden und mit unterschiedlichen Ideen zu experimentieren, um zu sehen, worauf er stoßen könne.

## Diskographie
mit Grotesque
- Ripped from the Cross (1988)
- The Black Gate Is Closed (1989)
- Incantation (1990)
- In the Embrace of Evil (1997)

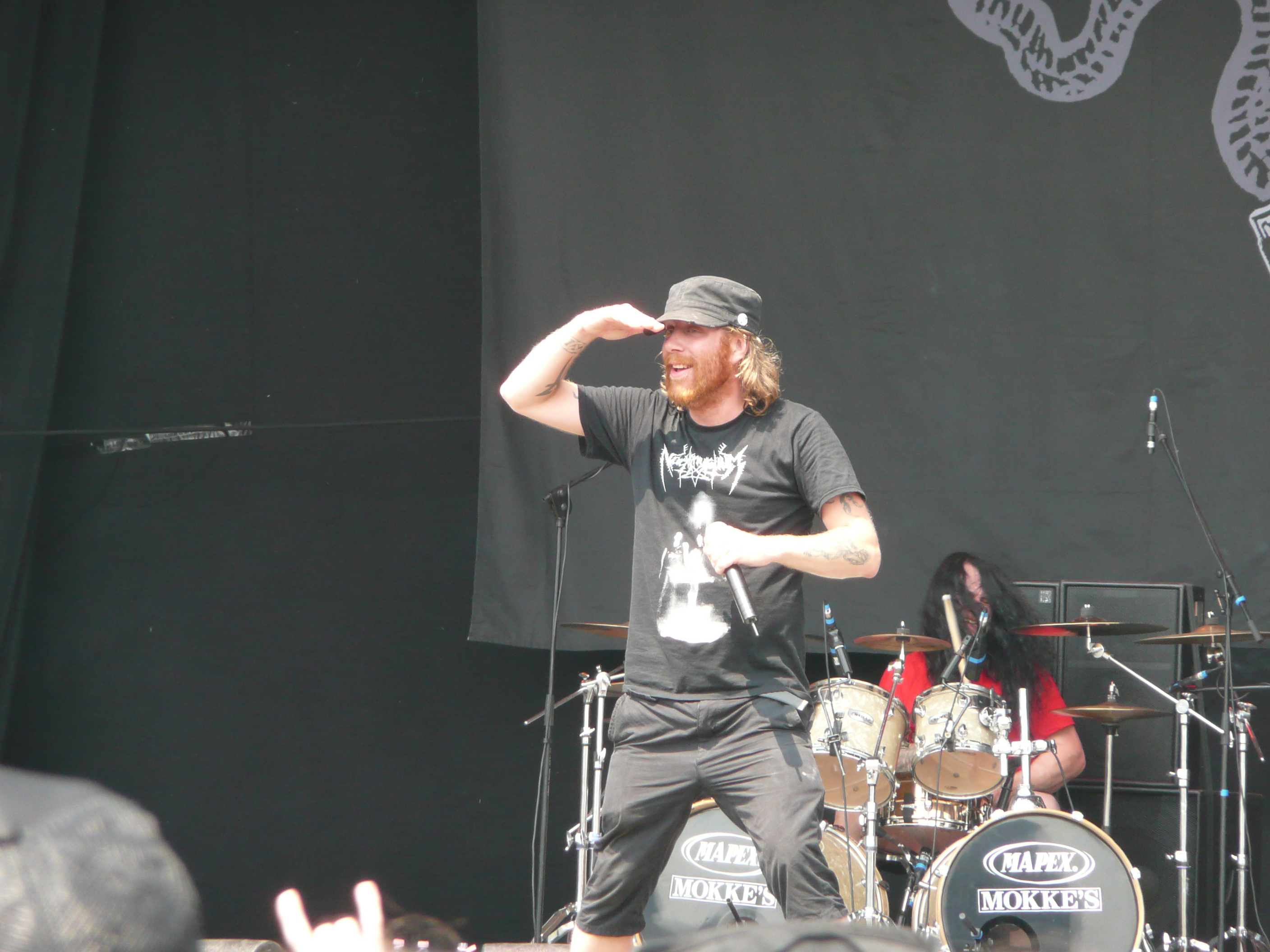
Tomas Lindberg, 2008

- Gardens of Grief / In the Embrace of Evil (Split mit At the Gates, 2001)

mit At the Gates
- siehe At the Gates#Diskografie

mit Ceremonial Oath
- Carpet (1995)

mit Skitsystem
- Profithysteri (1995)
- Ondskans ansikte (1996)
- Levande lik (Split mit Wolfpack, 1998)
- Grå värld/Svarta tankar (1999)
- Enkel tesa till rännstenen (2001)
- Skitsystem/Nasum Split (Split mit Nasum, 2002)

mit The Crown
- Deathrace King (Gesang bei Devil Gate Ride, 2000)
- Crowned in Terror (2002)

mit The Great Deceiver
- Jet Black Art (2000)
- A Venom Well Designed (2002)
- Terra Incognito (2003)
- Life Is Wasted on the Living (2007)

mit Lock Up
- Hate Breeds Suffering (2002)
- Play Fast or Die: Live in Japan (2005)
- Necropolis Transparent (2011)

mit Disfear
- Misanthropic Generation (2003)
- Live the Storm (2008)

mit Darkest Hour
- Hidden Hands of a Sadist Nation (Gastsänger bei Sadist Nation, 2003)

mit Nail Within
- Nail Within (Gastsänger bei Dirty Colored Knife and Under the Spell, 2003)

mit Nightrage
- Sweet Vengeance (2003)
- Descent into Chaos (2005)
- Vengeance Descending (2010)
- Insidious (2011)

mit Area 54
- Beckoning of the End (Gastsänger bei Cancer of the Mind, 2003)

mit Slowmotion Apocalypse
- Obsidian (Gastsänger bei The Blessing, 2007)

mit Transistor Transistor
- Young Vampires of New Hampshire (Gastsänger bei White Knives, 2008)

mit Misery Index
- Traitors (Gastsänger bei Ruling Class Cancelled, 2008)

mit Necronaut
- Necronaut (Gastsänger bei Rise of the Sentinel, 2010)

mit Salem
- Playing God and Other Short Stories (Gastsänger bei The Mark of the Beast Part 2, 2010)

mit Converge
- Converge / Napalm Death (Gastsänger bei Wolverine Blues Entombed-Cover, 2012)

mit The Blood of Heroes
- The Blood of Heroes (Gastsänger bei The Waking Nightmare, 2013)

mit Science Slam Sonic Explorers
- Science Slam Sonic Explorers (Gastsänger bei Deep Time Predator, 2015)

mit The Lurking Fear

mit Orphaned Land
- Unsung Prophets And Dead Messiahs (Gastsänger bei Only the Dead have seen the End of War, 2018)